# Oucques La Nouvelle
Oucques La Nouvelle est une commune nouvelle française située dans le département de Loir-et-Cher en région Centre-Val de Loire. Elle a été créée le 1er janvier 2017.
Elle est issue du regroupement de quatre communes : Oucques, Baigneaux, Beauvilliers  et Sainte-Gemmes, qui sont devenues « communes déléguées ».
Son chef-lieu est fixé à Oucques.

## Géographie

### Localisation et communes limitrophes
La commune d'Oucques La Nouvelle se trouve au centre-nord du département de Loir-et-Cher, dans la petite région agricole de la Beauce,. À vol d'oiseau, elle se situe à 26,1 km  de Blois, préfecture du département et à 19,9 km de Beauce la Romaine, chef-lieu du canton de la Beauce dont dépend la commune depuis 2015. La commune fait en outre partie du bassin de vie de Vendôme.
Les communes les plus proches sont : Beauvilliers (3,4 km) , Épiais (3,6 km) , Sainte-Gemmes (3,8 km) , Villeneuve-Frouville (4,2 km) , Vievy-le-Rayé (4,8 km) , Baigneaux (5,5 km) , Boisseau (5,6 km) , Saint-Léonard-en-Beauce (6,4 km)  et La Chapelle-Enchérie (6,8 km).
| Lignières Épiais          | Vievy-le-Rayé       |                         |
| La Chapelle-Enchérie Faye | Oucques la Nouvelle | Saint-Léonard-en-Beauce |
| Selommes Rhodon           | Boisseau            | Villeneuve-Frouville    |

### Paysages et relief
Dans le cadre de la Convention européenne du paysage, adoptée le 20 octobre 2000 et entrée en vigueur en France le 1er juillet 2006, un atlas des paysages de Loir-et-Cher a été élaboré en 2010 par le CAUE de Loir-et-Cher, en collaboration avec la DIREN Centre (devenue DREAL en 2011), partenaire financier. Les paysages du département s'organisent ainsi en huit grands ensembles et 25 unités de paysage,. La commune fait partie de l'unité de paysage de « la Beauce ».
La fertile Beauce, qui couvre pas moins de six cent mille hectares, est un vaste plateau, essentiellement consacré aux grandes cultures (céréales, colza, betterave sucrière). En Loir-et-Cher, la Beauce s'avance jusqu'à Blois, bordée au nord par le Loir et au sud par la Loire, couvrant un septième du département. Ses paysages épurés et ouverts sur le ciel contrastent avec les vertes collines Percheronnes au nord et surtout avec les grandes forêts Solognotes au sud.
L'altitude du territoire communal varie de 110 mètres à 144 mètres,.

### Hydrographie

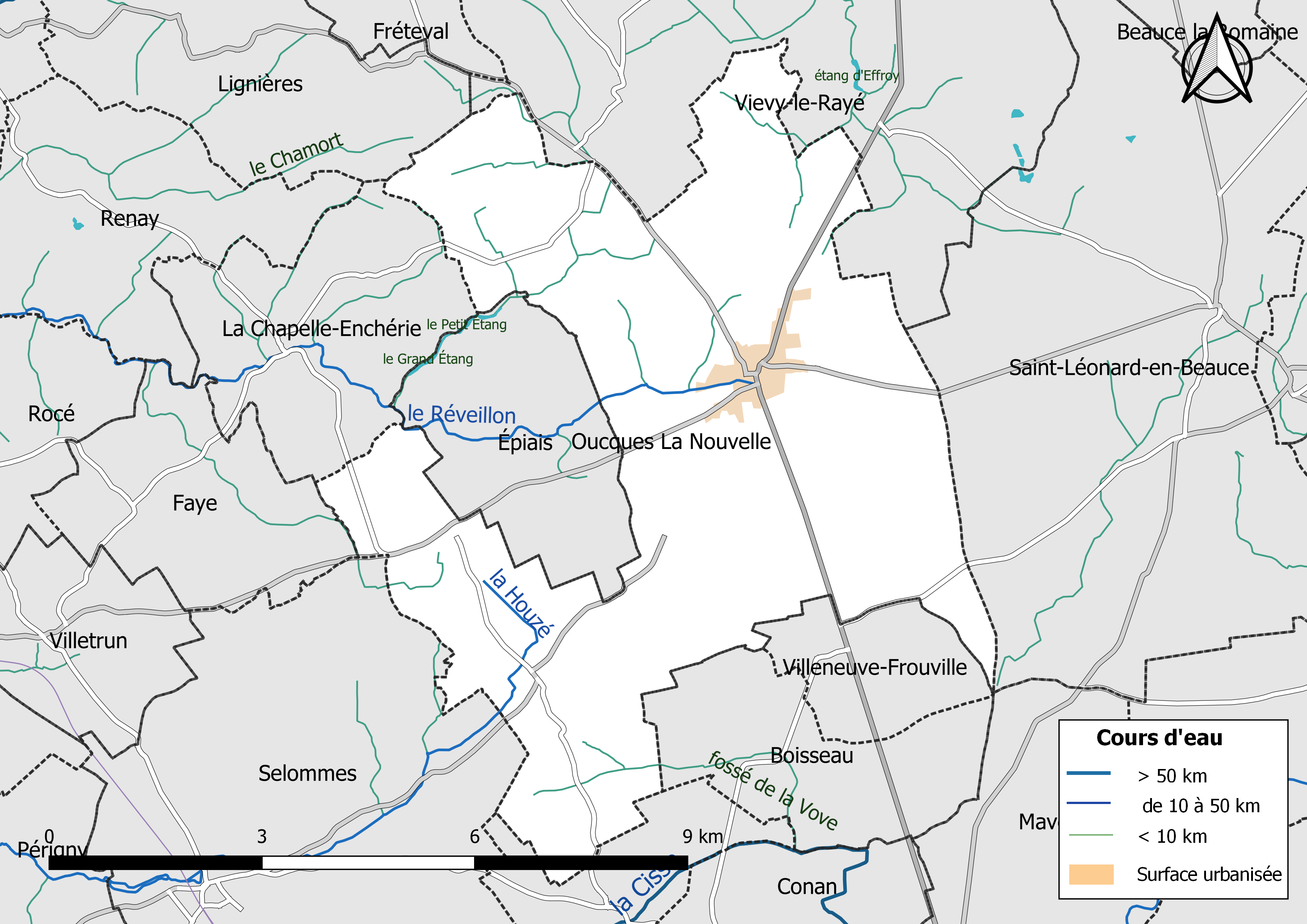
Réseau hydrographique d'Oucques La Nouvelle.

La commune est drainée par le Réveillon (2,27 km) et par divers petits cours d'eau, constituant un réseau hydrographique de 7,81 km de longueur totale.
Le Réveillon traverse la commune d'est en ouest. D'une longueur totale de 15,2 km, il prend sa source dans la commune d'Oucques-la-Nouvelle (Loir-et-Cher) et se jette  dans le Loir à Saint-Ouen (Loir-et-Cher), après avoir traversé 9 communes. 
Sur le plan piscicole, ce cours d'eau est classé en première catégorie, où le peuplement piscicole dominant est constitué de salmonidés (truite, omble chevalier, ombre commun, huchon).

### Climat
Pour des articles plus généraux, voir Climat du Centre-Val de Loire et Climat de Loir-et-Cher.
En 2010, le climat de la commune est de type climat océanique dégradé des plaines du Centre et du Nord, selon une étude du CNRS s'appuyant sur une série de données couvrant la période 1971-2000. En 2020, Météo-France publie une typologie des climats de la France métropolitaine dans laquelle la commune est exposée à un climat océanique altéré et est dans la région climatique Moyenne vallée de la Loire, caractérisée par une bonne insolation (1 850 h/an) et un été peu pluvieux.
Pour la période 1971-2000, la température annuelle moyenne est de 10,8 °C, avec une amplitude thermique annuelle de 15,1 °C. Le cumul annuel moyen de précipitations est de 644 mm, avec 10,8 jours de précipitations en janvier et 7 jours en juillet. Pour la période 1991-2020, la température moyenne annuelle observée sur la station météorologique de Météo-France la plus proche, sur la commune de Saint-Léonard-en-Beauce à 7 km à vol d'oiseau, est de 11,9 °C et le cumul annuel moyen de précipitations est de 642,2 mm,. Pour l'avenir, les paramètres climatiques de la commune estimés pour 2050 selon différents scénarios d'émission de gaz à effet de serre sont consultables sur un site dédié publié par Météo-France en novembre 2022.

### Milieux naturels et biodiversité

#### Sites Natura 2000

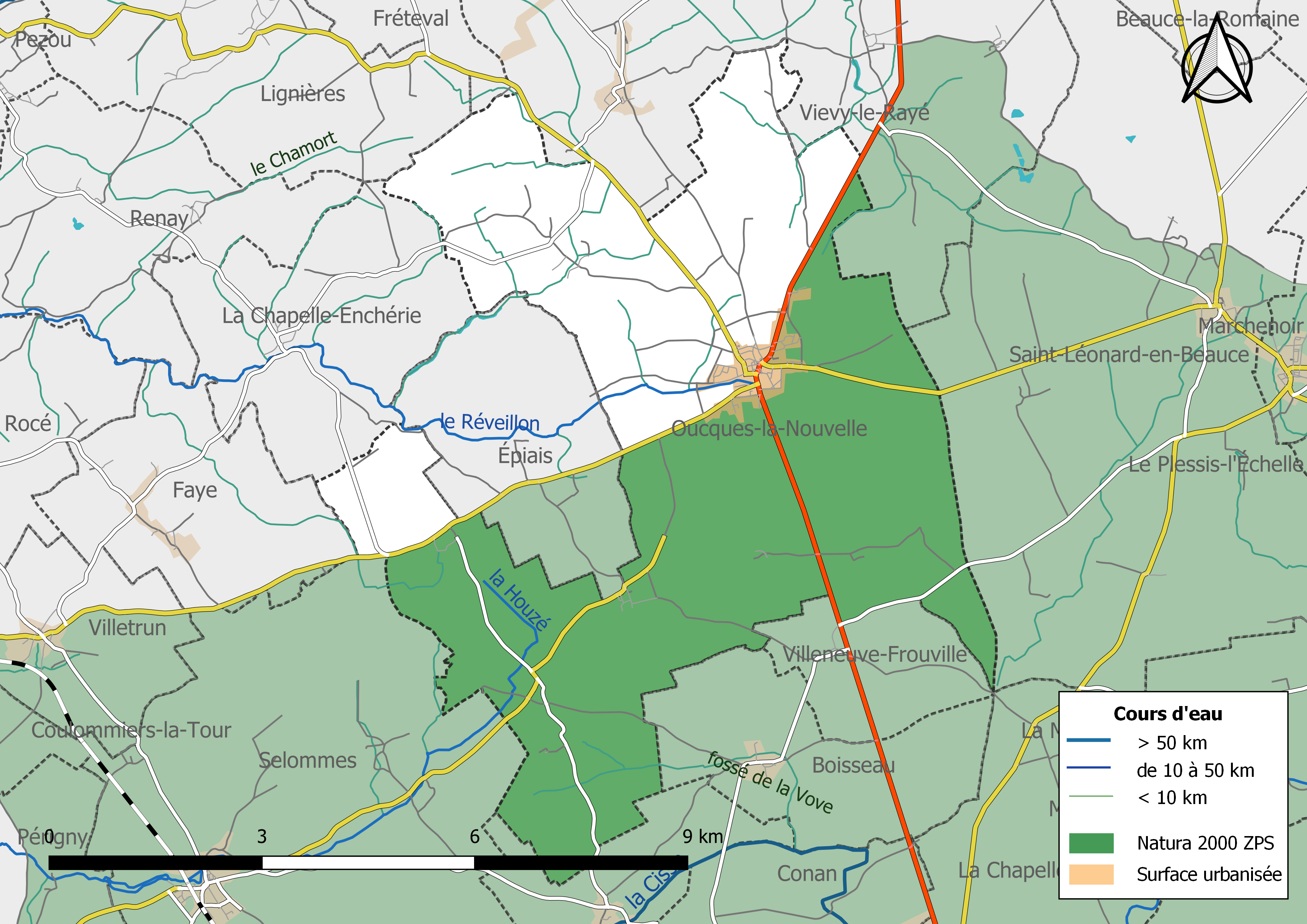
Une partie du territoire communal est incluse dans le site Natura 2000 « la Petite Beauce.

Le réseau Natura 2000 est un réseau écologique européen de sites naturels d'intérêt écologique élaboré à partir des Directives « Habitats » et « Oiseaux ». Ce réseau est constitué de Zones spéciales de conservation (ZSC) et de Zones de protection spéciale (ZPS). Dans les zones de ce réseau, les États membres s'engagent à maintenir dans un état de conservation favorable les types d'habitats et d'espèces concernés, par le biais de mesures réglementaires, administratives ou contractuelles. L'objectif est de promouvoir une gestion adaptée des habitats tout en tenant compte des exigences économiques, sociales et culturelles, ainsi que des particularités régionales et locales de chaque État membre. Les activités humaines ne sont pas interdites, dès lors que celles-ci ne remettent pas en cause significativement l'état de conservation favorable des habitats et des espèces concernés. Une partie du territoire communal est incluse dans le site Natura 2000 la « Petite Beauce », d'une superficie de 52 565 ha.

#### Zones naturelles d'intérêt écologique, faunistique et floristique
L'inventaire des zones naturelles d'intérêt écologique, faunistique et floristique (ZNIEFF) a pour objectif de réaliser une couverture des zones les plus intéressantes sur le plan écologique, essentiellement dans la perspective d'améliorer la connaissance du patrimoine naturel national et de fournir aux différents décideurs un outil d'aide à la prise en compte de l'environnement dans l'aménagement du territoire. Le territoire communal d'Oucques La Nouvelle comprend une ZNIEFF : 
les « Pelouses du Champ Noir » (17,41 ha).

## Urbanisme

### Typologie
Au 1er janvier 2024, Oucques La Nouvelle est catégorisée bourg rural, selon la nouvelle grille communale de densité à sept niveaux définie par l'Insee en 2022.
Elle est située hors unité urbaine. Par ailleurs la commune fait partie de l'aire d'attraction de Blois, dont elle est une commune de la couronne,. Cette aire, qui regroupe 78 communes, est catégorisée dans les aires de 50 000 à moins de 200 000 habitants,.

### Occupation des sols
L'occupation des sols est marquée par l'importance des espaces agricoles et naturels (95,9 %). La répartition détaillée ressortant de la base de données européenne d'occupation biophysique des sols Corine Land Cover établie pour l'ancienne commune d'Oucques en 2012 est la suivante : terres arables (95,8 %), forêts (0,5 %), zones urbanisées (4,1 %).

### Planification
En matière de planification, la commune disposait en 2017 d'un plan local d'urbanisme approuvé.

### Habitat et logement
Le tableau ci-dessous présente la typologie des logements à Oucques La Nouvelle en 2016 en comparaison avec celle du Loir-et-Cher et de la France entière. Une caractéristique marquante du parc de logements est ainsi la faible proportion des résidences secondaires et logements occasionnels (5,6 %) par rapport au département (18 %) et à la France entière (9,6 %). Concernant le statut d'occupation de ces logements, 68,9 % des habitants de la commune sont propriétaires de leur logement (69,0 % en 2011), contre 68,1 % pour le Loir-et-Cher et 57,6 pour la France entière.
|                                                         | Oucques La Nouvelle | Loir-et-Cher | France entière |
| ------------------------------------------------------- | ------------------- | ------------ | -------------- |
| Résidences principales (en %)                           | 80,7                | 74,5         | 82,3           |
| Résidences secondaires et logements occasionnels (en %) | 5,6                 | 18           | 9,6            |
| Logements vacants (en %)                                | 13,8                | 7,5          | 8,1            |

### Risques majeurs
Le territoire communal d'Oucques La Nouvelle est vulnérable à différents aléas naturels :  climatiques (hiver exceptionnel ou canicule), mouvements de terrains ou sismique (sismicité très faible). 
Il est également exposé à un risque technologique :  le transport de matières dangereuses,.

#### Risques naturels
Les mouvements de terrains susceptibles de se produire sur la commune sont liés au retrait-gonflement des argiles. Le phénomène de retrait-gonflement des argiles est la conséquence d'un changement d'humidité des sols argileux. Les argiles sont capables de fixer l'eau disponible mais aussi de la perdre en se rétractant en cas de sécheresse. Ce phénomène peut provoquer des dégâts très importants sur les constructions (fissures, déformations des ouvertures) pouvant rendre inhabitables certains locaux. La carte de zonage de cet aléa peut être consultée sur le site de l'observatoire national des risques naturels Georisques.

#### Risques technologiques
Le risque de transport de marchandises dangereuses sur la commune est lié à sa traversée par une route à fort trafic. Un accident se produisant sur une telle infrastructure est en effet susceptible d'avoir des effets graves au bâti ou aux personnes jusqu'à 350 m, selon la nature du matériau transporté. Des dispositions d'urbanisme peuvent être préconisées en conséquence.

## Toponymie
La première partie du nom de la commune rappelle son chef-lieu et plus important bourg : Oucques (env. 1 500 hab). La seconde partie fait référence au statut de commune nouvelle (créée en 2017).
Bien que rendue officielle, l'orthographe « Oucques La Nouvelle » ne respecte pas les règles telles qu'établies par la Commission nationale de toponymie, qui recommandent un changement vers « Oucques-la-Nouvelle ».

## Histoire

### Avant 2017
La commune nouvelle d'Oucques La Nouvelle résulte de la fusion des communes aujourd'hui déléguées de :
- Oucques,
- Baigneux,
- Beauvilliers,
- Sainte-Gemmes.

## Politique et administration

### Conseil municipal
Jusqu'aux prochaines élections municipales de 2020, le conseil municipal de la nouvelle commune est constitué de tous les conseillers municipaux issus des conseils des anciennes communes. Le maire de chacune d'entre elles devient maire délégué.
| Nom             | Code Insee | Intercommunalité   | Superficie (km2) | Population (dernière pop. légale) | Densité (hab./km2) |
| --------------- | ---------- | ------------------ | ---------------- | --------------------------------- | ------------------ |
| Oucques (siège) | 41171      | CC Beauce et Forêt | 26,23            | 1 513 (2014)                      | 58                 |
| Baigneaux       | 41011      | CC Beauce et Forêt | 6,58             | 47 (2014)                         | 7,1                |
| Beauvilliers    | 41015      | CC Beauce et Forêt | 8,00             | 61 (2014)                         | 7,6                |
| Sainte-Gemmes   | 41210      | CC Beauce et Forêt | 8,56             | 102 (2014)                        | 12                 |

### Liste des maires
| Période        | Période  | Identité         | Étiquette | Qualité |
| -------------- | -------- | ---------------- | --------- | ------- |
| 6 janvier 2017 | 2020     | André Boissonnet |           |         |
| 2020           | En cours | Joël Naudin      |           |         |

## Équipements et services

### Eau et assainissement
L'organisation de la distribution de l'eau potable, de la collecte et du traitement des eaux usées et pluviales relève des communes. La compétence eau et assainissement des communes est un service public industriel et commercial (SPIC).

#### Assainissement des eaux usées
En 2019, la commune d'Oucques La Nouvelle gère le service d'assainissement collectif en régie directe, c'est-à-dire avec ses propres personnels, avec le statut de régie à autonomie financière.
Deux stations de traitement des eaux usées sont en service au 1er janvier 2019 sur le territoire communal : 
- « Les Chalands », un équipement utilisant la technique du lagunage naturel, dont la capacité est de 1 500 EH , mis en service le 1er juillet 2006[46] ;
- « La Guinguette », un équipement utilisant la technique de l'aération par boues activées, dont la capacité est de 2 000 EH[47].

L'assainissement non collectif (ANC) désigne les installations individuelles de traitement des eaux domestiques qui ne sont pas desservies par un réseau public de collecte des eaux usées et qui doivent en conséquence traiter elles-mêmes leurs eaux usées avant de les rejeter dans le milieu naturel. La Communauté de communes Beauce Val de Loire assure pour le compte de la commune le service public d'assainissement non collectif (SPANC), qui a pour mission de vérifier la bonne exécution des travaux de réalisation et de réhabilitation, ainsi que le bon fonctionnement et l'entretien des installations.

### Sécurité, justice et secours
La sécurité de la commune est assurée par la brigade de gendarmerie de Marchenoir qui dépend du groupement de gendarmerie départementale de Loir-et-Cher installé à Blois.
En matière de justice, Oucques La Nouvelle relève du conseil de prud'hommes de Blois, de la Cour d'appel d'Orléans (juridiction de Blois), de la Cour d'assises de Loir-et-Cher, du tribunal administratif de Blois, du tribunal de commerce de Blois et du tribunal judiciaire de Blois.

## Population et société

### Démographie
L'évolution du nombre d'habitants est connue à travers les recensements de la population effectués dans la commune depuis sa création.

En 2022, la commune comptait 1 647 habitants, en évolution de −3,97 % par rapport à 2016 (Loir-et-Cher : −1,15 %, France hors Mayotte : +2,11 %).
| 2015  | 2016  | 2021  | 2022  |
| ----- | ----- | ----- | ----- |
| 1 719 | 1 715 | 1 674 | 1 647 |

## Économie
Il convient de se reporter aux articles consacrés aux anciennes communes fusionnées.

## Culture locale et patrimoine
Il convient de se reporter aux articles consacrés aux anciennes communes fusionnées.